# Егоров, Валентин Васильевич
Валентин Васильевич Егоров (25 ноября 1910, Москва Российская империя — 12 августа 2001, там же, Россия) — советский почвовед, профессор.

## Биография
Родился 25 ноября 1910 года в Москве. Свою долгую и плодотворную жизнь связал только с этим городом. В 1930 году поступил на почвенно-географический факультет МГУ, который он окончил в 1935 году. В 1939 году был призван в Красную армию, где прослужив 2 года был демобилизован домой, однако вновь был призван в армию в связи с началом ВОВ и прошёл всю войну. После демобилизации, в 1946 году устроился на работу в Почвенный институт и проработал там долгие годы. В 1964 году был также избран профессором МГУ и также проработал долгие годы. Жил и работал в Москве по адресу Новоясеневский проспект, 16к1 (1976—2001).
Скончался 12 августа 2001 года в Москве. Похоронен на кладбище «Ракитки» (участок 26).

## Научные работы
Основные научные работы посвящены общему и мелиоративному почвоведению. Автор свыше 200 научных работ, 8 книг и брошюр и 3 монографии. Ряд научных работ опубликовано за рубежом.
Разработал новые взгляды на формирование почв аккумулятивных дельтово-аллювиальных равнин и принципы почвенно-мелиоративного районирования земель.

## Членство в обществах
- 1978-92 — Академик ВАСХНИЛ.
- 1992—2001 — Академик РАСХН.

## Награды и премии
- 1943 — Орден Красной Звезды.
- 1945, 1985 — Орден Отечественной войны II степени (2-х кратный кавалер).
- 1966 — Орден Знак Почёта.
- Золотая медаль ВДНХ (2-х кратный лауреат).
- 13 научных медалей СССР.